# Jan Cornelis Hofman (1819-1882)
Pour les articles homonymes, voir Jan Cornelis Hofman (1889-1966) et Hofman.
Jan Cornelis Hofman, né le 20 mars 1819 à Alkmaar aux Pays-Bas et mort le 4 décembre 1882 dans la même ville, est un peintre néerlandais, essentiellement connu pour ses marines et ses peintures paysagères.